# آشکارساز کریستالی

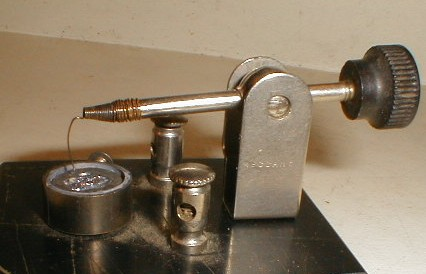
آشکارساز سبیل گربه‌ای گالنا، یک ردیاب موج رادیویی اولیه که از حدود ۱۹۰۵ تا دهه ۱۹۴۰ در گیرنده‌های رادیویی بلوری استفاده می‌شد. سیم فلزی ظریف و متصل شده به بازوی قابل تنظیم، وجه کریستال نیمه رسانای طبیعی گالن (سولفید سرب) را در کپسول سمت راست لمس می‌کند. این تماس یک اتصال PN را تشکیل می‌دهد و یک دیود نیمه هادی خام ایجاد می‌کند. وظیفه آن در رادیو بلوری اصلاح سیگنال رادیویی جریان متناوب، استخراج سیگنال صوتی از موج حامل فرکانس رادیویی است. فقط مکانهای مشخصی روی سطح کریستال به عنوان اتصالات اصلاح کننده عمل می‌کنند، بنابراین دستگاه باید قبل از هر بار استفاده با کشیدن سیم از درون بلور تنظیم شود تا یک «نقطه مناسب» پیدا شود.

آشکارساز کریستالی (انگلیسی: Crystal detector) قطعه‌ای الکترونی منسوخ شده‌است که در اویل قرن بیست در گیرنده‌های رادیویی به‌کار گرفته شد.

## آشکارساز سیبیل گربه‌ای
اولین وسیله حالت جامد آشکارساز سیبیل گربه‌ای بود که برای اولین بار در دهه ۱۹۳۰ در گیرنده‌های رادیویی به کار رفت. یک سیم سیبیل گربه‌ای به یک بلور جامد (مانند بلور ژرمانیوم) متصل است تا با استفاده از تأثیر نقطه تماس، یک سیگنال رادیویی را شناسایی کند. در جز حالت جامد، جریان الکتریکی به عناصر و ترکیبات جامد وابسته است که به منظور پر کردن کاستی الکترون‌هاست که حفره الکترونی نامیده می‌شود. مفهوم حفره‌های خالی و پر با توجه به فیزیک کوانتومی قابل درک است. ماده سازنده نیز اغلب یک
نیم‌رسانا بلوریست.